# Arkansaw (Wisconsin)
Arkansaw es un lugar designado por el censo (en inglés, census-designated place, CDP) situado en el municipio de Waterville, en el condado de Pepin, Wisconsin, Estados Unidos. Según el censo de 2020, tiene una población de 194 habitantes.

## Geografía
La localidad está ubicada en las coordenadas 44°38′4″N 92°1′16″O / 44.63444, -92.02111 (44.63431, -92.021072). Según la Oficina del Censo, tiene una superficie total de 1.91 km², de los cuales 1.89 km² corresponden a tierra firme y 0.02 km² están cubiertos de agua.

## Demografía
Según el censo de 2020, hay 194 personas residiendo en la localidad. La densidad de población es de 102.64 hab./km². El 95.9% de los habitantes son blancos, el 0.5% es asiático y el 3.6% son de una mezcla de razas. No hay hispanos o latinos viviendo en la zona.